# March 711
La March 711 è una monoposto di Formula 1 costruita dalla scuderia britannica March Engineering per partecipare al campionato mondiale di Formula 1 1971.